# FTL: Faster Than Light
FTL: Faster Than Light é um simulador de nave espacial com visão de cima para baixo criado pela Subset Games, que foi lançado pela primeira vez para Microsoft Windows, Macintosh e Linux em 14 de setembro de 2012. No jogo, o jogador controla a tripulação de uma única nave espacial, segurando informações críticas para serem entregues a uma frota aliada oito setores de distância, enquanto é perseguido por uma frota rebelde grande. O jogador deve guiar a nave espacial ao longo de oito setores, cada um com sistemas e eventos processualmente gerados em uma planetário no estilo roguelike, enquanto enfrenta rebeldes e outras forças hostis, recruta nova tripulação, e equipamentos e atualiza o seu navio. Combate ocorre em tempo real, e se o navio é destruído ou a totalidade da sua tripulação perdida, o jogo termina, exigindo que o jogador recomece com um novo navio.
O conceito para FTL foi baseado em jogos de tabuleiro de mesa e outros jogos de combate espacial não-estratégicos que exigiam o jogador a gerir uma série de funções do navio. O desenvolvimento inicial dos dois desenvolvedores da Subset Games foi auto-financiado, e orientado para o desenvolvimento de entradas para várias competições de jogos independentes. Com respostas positivas dos jogadores e juízes nesses eventos, a Subset optou por se envolver numa campanha do Kickstarter para terminar com o título, e conseguiu obter vinte vezes mais do que eles tinham procurado; os fundos adicionais foram utilizados no sentido mais profissional da arte, da música e da escrita do jogo.
O jogo, considerado um dos maiores sucessos dos angariadores de fundos do Kickstarter para jogos eletrônicos, foi lançado em setembro de 2012 com críticas positivas. Uma versão atualizada, FTL: Advanced Edition, acrescentou mais navios, eventos e outros elementos de jogabilidade, e foi lançado em 3 de abril de 2014, como uma atualização gratuita para os proprietários da versão original, bem como para a compra em dispositivos iPads. O jogo recebeu críticas positivas dos críticos, que elogiou a criatividade das partidas.